# سيبو موريلي
سيبو موريل هي محافظة (بلدية) في مقاطعة فيربانو- كوزيو-أوسولا في منطقة بيدمونت الإيطالية ، وتقع على بعد حوالي 100 كيلومتر (62 ميل) شمال شرق تورينو وحوالي 35 كيلومتر (22 ميل) غرب فيربانيا ، على الحدود مع سويسرا.
تقع سيبو موريل على حدود البلديات التالية: انترونا وشيرنكو وبينو انزينو وكاركفورو و ماكينجو و ساس الماجيل ;(سويسرا) و ڤان سون سان كارلو .